# Out for a Kill
Out for a Kill is een Amerikaanse actie- en misdaadfilm uit 2003 van regisseur Michael Oblowitz. Acteur Steven Seagal speelt in de film de rol van professor Robert Burns.

## Verhaal
Robert wordt verdacht van cocaïnesmokkel en belandt in de gevangenis. Maar Robert zou Robert niet zijn als hij al vrij snel weer weet te ontsnappen. Zijn doel: bewijzen dat hij onschuldig is.